# Internazionali di Imola 2013
Gli Internazionali di Imola 2013 sono stati un torneo di tennis facente parte della categoria ITF Women's Circuit nell'ambito dell'ITF Women's Circuit 2013. Il torneo si è giocato a Imola in Italia dal 15 al 21 luglio 2013 su campi in sintetico e aveva un montepremi di $25,000.

## Vincitrici

### Singolare
Viktorija Kan ha battuto in finale  Ljudmyla Kičenok con il punteggio di 3–6, 7–5, 6–2

### Doppio
Ljudmyla Kičenok /  Jeļena Ostapenko hanno battuto in finale  Katharina Lehnert /  Alice Matteucci con il punteggio di 6–4, 3–6, [10–3]